# لورا فرانكل
لورا فرانكل (بالإنجليزية: Laura Frankel)‏ هي صاحبة مطعم وطاهية وكاتِبة أمريكية، ولدت في 3 يناير 1961 في شيكاغو في الولايات المتحدة.